# Liste der Monuments historiques in Bolazec
Die Liste der Monuments historiques in Bolazec führt alle Monuments historiques in der französischen Gemeinde Bolazec auf.

## Notre-Dame de Saint-Guénaël
| Bezeichnung       | Beschreibung                                              | Ort                         | Kennzeichen | Schutzstatus | Datum            |
| ----------------- | --------------------------------------------------------- | --------------------------- | ----------- | ------------ | ---------------- |
| Crucifixion       | Jesus am Kreuz, 16. Jahrhundert                           | Notre-Dame de Saint-Guénaël | PM29003535  | Inscrit      | 6. November 2015 |
| Vierge à l’Enfant | Skulptur der Mutter Gottes mit Jesuskind, 16. Jahrhundert | Notre-Dame de Saint-Guénaël | PM29004679  | Inscrit      | 3. November 2016 |
| Saint Michel      | Skulptur des Heiligen Michaels, 17. Jahrhundert           | Notre-Dame de Saint-Guénaël | PM29004677  | Inscrit      | 3. November 2016 |
| Saint évêque      | Bischofsstatue, 16. Jahrhundert                           | Notre-Dame de Saint-Guénaël | PM29004678  | Inscrit      | 3. November 2016 |